# CCC Sprandi Polkowice/Saison 2015
Diese Liste beschreibt die Mannschaft und die Erfolge des Radsportteams CCC Sprandi Polkowice in der Saison 2015.

## Saison 2015

### Erfolge in der UCI WorldTour
In der Saison 2015 gelangen dem Team nachstehende Erfolge in der UCI WorldTour.
| Datum    | Rennen                      | Sieger          |
| -------- | --------------------------- | --------------- |
| 23. März | 1. Etappe Volta a Catalunya | Maciej Paterski |

### Erfolge in der UCI Europe Tour
In der Saison 2015 gelangen dem Team nachstehende Erfolge in der UCI Europe Tour.
| Datum              | Rennen                                              | Kat. | Fahrer                |
| ------------------ | --------------------------------------------------- | ---- | --------------------- |
| 26. März           | 1b. Etappe Settimana Internazionale (MZF)           | 2.1  | CCC Sprandi Polkowice |
| 22. April          | 1. Etappe Kroatien-Rundfahrt                        | 2.1  | Grega Bole            |
| 24. April          | 3. Etappe Kroatien-Rundfahrt                        | 2.1  | Maciej Paterski       |
| 26. April          | 5. Etappe Kroatien-Rundfahrt                        | 2.1  | Maciej Paterski       |
| 22.–26. April      | Gesamtwertung Kroatien-Rundfahrt                    | 2.1  | Maciej Paterski       |
| 28. April          | 3. Etappe Türkei-Rundfahrt                          | 2.HC | Davide Rebellin       |
| 21. Mai            | 2. Etappe Bałtyk-Karkonosze Tour                    | 2.2  | Grzegorz Stępniak     |
| 24. Mai            | 5. Etappe Bałtyk-Karkonosze Tour (EZF)              | 2.2  | Mateusz Taciak        |
| 19.–24. Mai        | Gesamtwertung Bałtyk-Karkonosze Tour                | 2.2  | Leszek Pluciński      |
| 14. Juni           | 3. Etappe Tour of Małopolska                        | 2.2  | Adrian Kurek          |
| 26. Juni           | Tschechische Meisterschaft – Einzelzeitfahren (U23) | CN   | Josef Černý           |
| 27. Juni           | Polnische Meisterschaft – Straßenrennen (U23)       | CN   | Michał Paluta         |
| 27. Juni           | Bulgarische Meisterschaft – Einzelzeitfahren        | CN   | Nikolaj Michajlow     |
| 28. Juni           | Bulgarische Meisterschaft – Straßenrennen           | CN   | Nikolaj Michajlow     |
| 24. Juli           | Prolog Podlasie Tour                                | 2.2  | Adrian Kurek          |
| 28. Juli–1. August | Gesamtwertung Dookoła Mazowsza                      | 2.2  | Grzegorz Stępniak     |
| 9. August          | Puchar Uzdrowisk Karpackich                         | 1.2  | Adrian Honkisz        |
| 16. September      | Coppa Agostoni                                      | 1.1  | Davide Rebellin       |

### Abgänge – Zugänge
| Zugänge                | Team 2014                 | Abgänge           | Team 2015          |
| ---------------------- | ------------------------- | ----------------- | ------------------ |
| Sylwester Szmyd        | Movistar Team             | Paweł Charucki    | Domin Sport        |
| Eryk Latoń             | BDC Marcpol               | Mateusz Nowak     | Domin Sport        |
| Leszek Pluciński       | BDC Marcpol               | Tomasz Marczyński | Torku Şekerspor    |
| Stefan Schumacher      | Christina Watches-Kuma    | Jacek Morajko     | Wibatech Fuji Żory |
| Jan Hirt               | Etixx                     | Piotr Gawroński   | Unbekannt          |
| Christian Delle Stelle | MG Kvis-Wilier            |                   |                    |
| Grega Bole             | Vini Fantini Nippo        |                   |                    |
| Patryk Stosz           | TC Chrobry Lasocki Głogów |                   |                    |
| Jakub Kaczmarek        | Telcom-Gimex              |                   |                    |
| Piotr Brożyna          | Neoprofi                  |                   |                    |
| Kamil Małecki          | Neoprofi                  |                   |                    |
| Michał Paluta          | Neoprofi                  |                   |                    |

### Mannschaft
| Name                   | Geburtstag         | Nationalität |
| ---------------------- | ------------------ | ------------ |
| Grega Bole             | 13. August 1985    | Slowenien    |
| Piotr Brożyna          | 17. Februar 1995   | Polen        |
| Josef Černý            | 11. Mai 1993       | Tschechien   |
| Christian Delle Stelle | 4. Februar 1989    | Italien      |
| Jan Hirt               | 21. Januar 1991    | Tschechien   |
| Adrian Honkisz         | 27. Februar 1988   | Polen        |
| Jakub Kaczmarek        | 27. September 1993 | Polen        |
| Tomasz Kiendyś         | 23. Juni 1977      | Polen        |
| Adrian Kurek           | 29. März 1988      | Polen        |
| Eryk Latoń             | 22. August 1993    | Polen        |
| Kamil Małecki          | 2. Januar 1996     | Polen        |
| Jarosław Marycz        | 17. April 1987     | Polen        |
| Bartłomiej Matysiak    | 11. September 1984 | Polen        |
| Nikolaj Michajlow      | 8. April 1988      | Bulgarien    |
| Łukasz Owsian          | 24. Februar 1990   | Polen        |
| Michał Paluta          | 4. Oktober 1995    | Polen        |
| Maciej Paterski        | 12. September 1986 | Polen        |
| Leszek Pluciński       | 3. Juni 1990       | Polen        |
| Davide Rebellin        | 9. August 1971     | Italien      |
| Marek Rutkiewicz       | 8. Mai 1981        | Polen        |
| Branislau Samojlau     | 25. Mai 1985       | Belarus      |
| Stefan Schumacher      | 21. Juli 1981      | Deutschland  |
| Grzegorz Stępniak      | 24. April 1989     | Polen        |
| Patryk Stosz           | 15. Juli 1994      | Polen        |
| Sylwester Szmyd        | 2. März 1978       | Polen        |
| Mateusz Taciak         | 19. Juni 1984      | Polen        |